# L'Enlèvement sur la licorne
L'Enlèvement sur la licorne (en allemand : Die Entführung auf dem Einhorn), ou L'Enlèvement de Proserpine, est une eau-forte portant le monogramme d'Albrecht Dürer et la date de 1516.

## Description
Connue par de nombreux exemplaires, l'estampe mesure 30,5 centimètres de haut sur 21,1 centimètres de large. Il s'agit d'une des rares eaux-fortes de Dürer, qui n'a employé ce procédé nouveau que dans cinq autres gravures entre 1515 et 1518.
Elle représente un homme nu chevauchant une licorne cabrée et retenant d'un bras une femme nue qui semble appeler à l'aide en levant les bras au ciel. La scène a lieu sous un ciel sombre et nuageux, au premier plan d'un paysage inquiétant où seuls un château et quelques maisons, à peine visibles à droite au bord d'un lac ou d'une plaine inondée, rappellent la civilisation. Le monogramme « AD » de Dürer et la date de 1516 occupent la surface du plus gros nuage, entre le milieu du ciel et le coin supérieur droit de l'image.

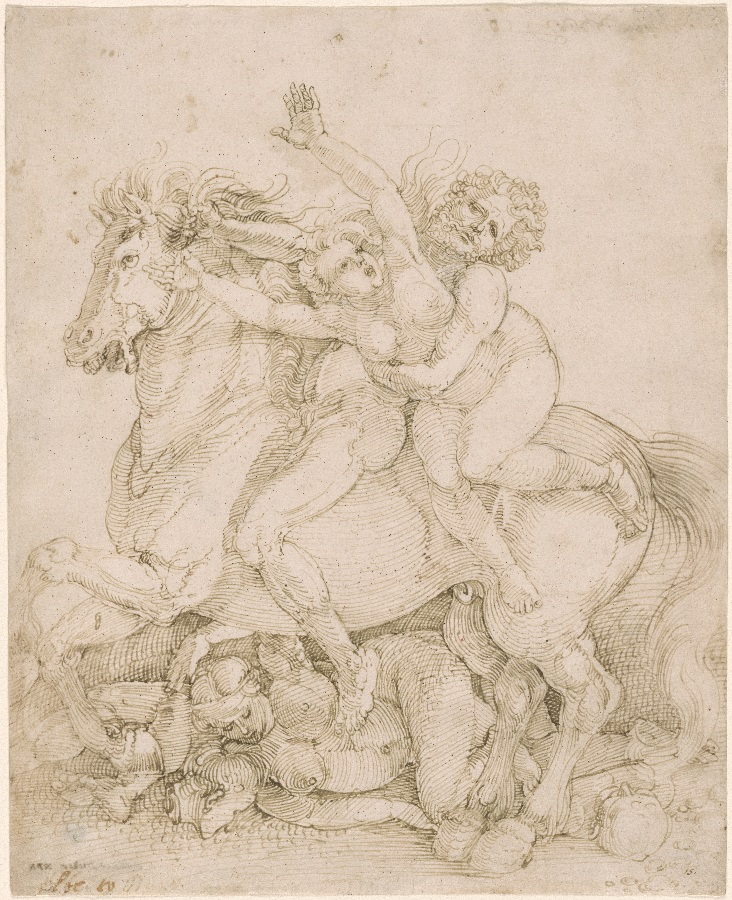
Dessin préparatoire (New York, Morgan Library and Museum).

Le Morgan Library and Museum conserve un dessin préparatoire présentant, outre l'absence de paysage, deux différences notables : la licorne n'y est qu'un simple cheval tandis que des cadavres d'hommes et de femmes, entiers ou mutilés, sont visibles au sol.
Cette scène pourrait dériver du mythe antique de l'enlèvement de Perséphone (Proserpine) par Hadès (Pluton) mais aussi de certaines traditions germaniques (hommes sauvages, chausseurs sauvages, enlèvement de sorcières par le diable...), librement réinterprétées par l'artiste.
L’œuvre de 1516 pourrait également s'inspirer d'une carte à jouer gravée un demi-siècle plus tôt par le Maître E. S. et montrant un homme sauvage chevauchant une licorne.

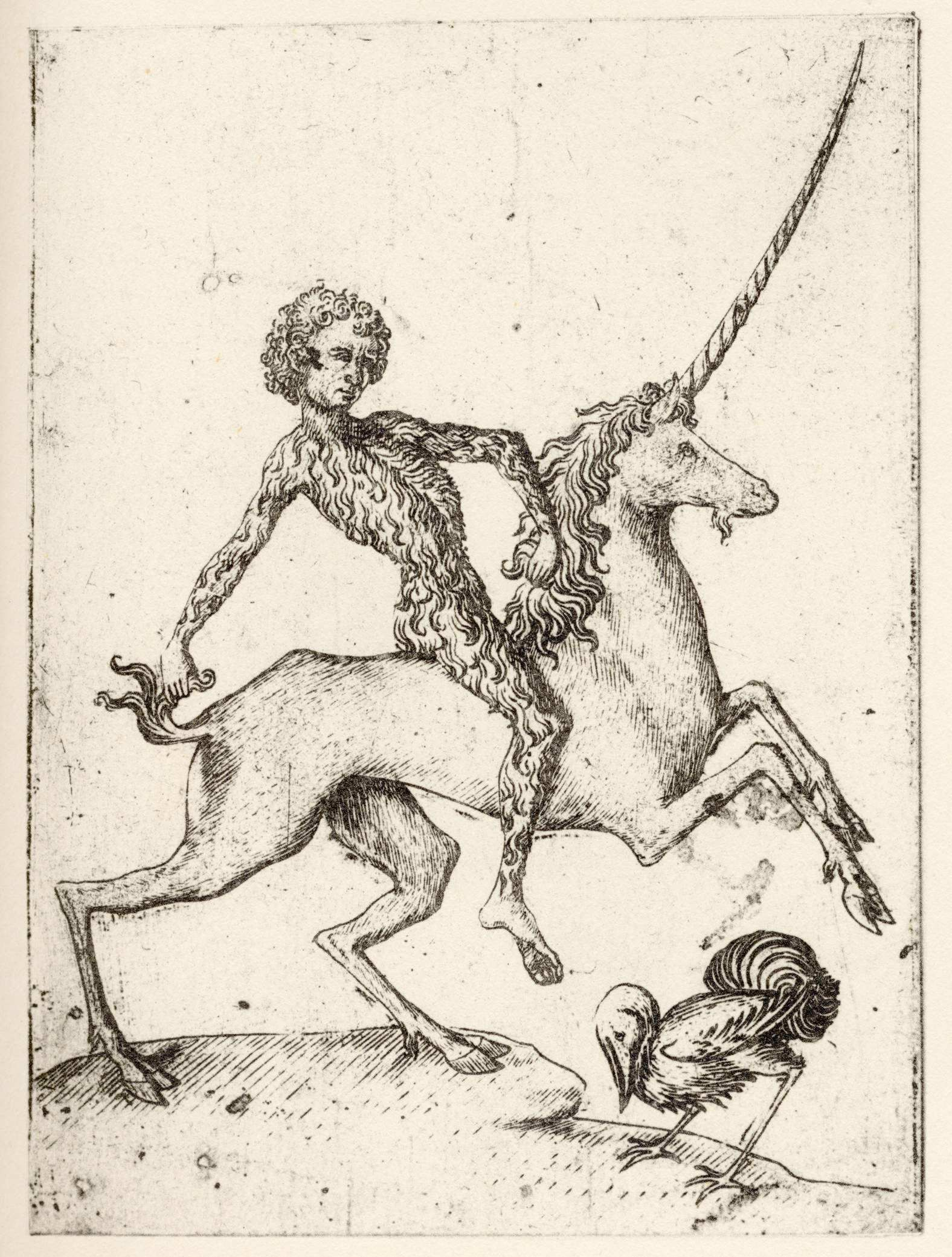
Maître E. S., Valet inférieur d'Oiseau, série des Grandes cartes, vers 1463[1].
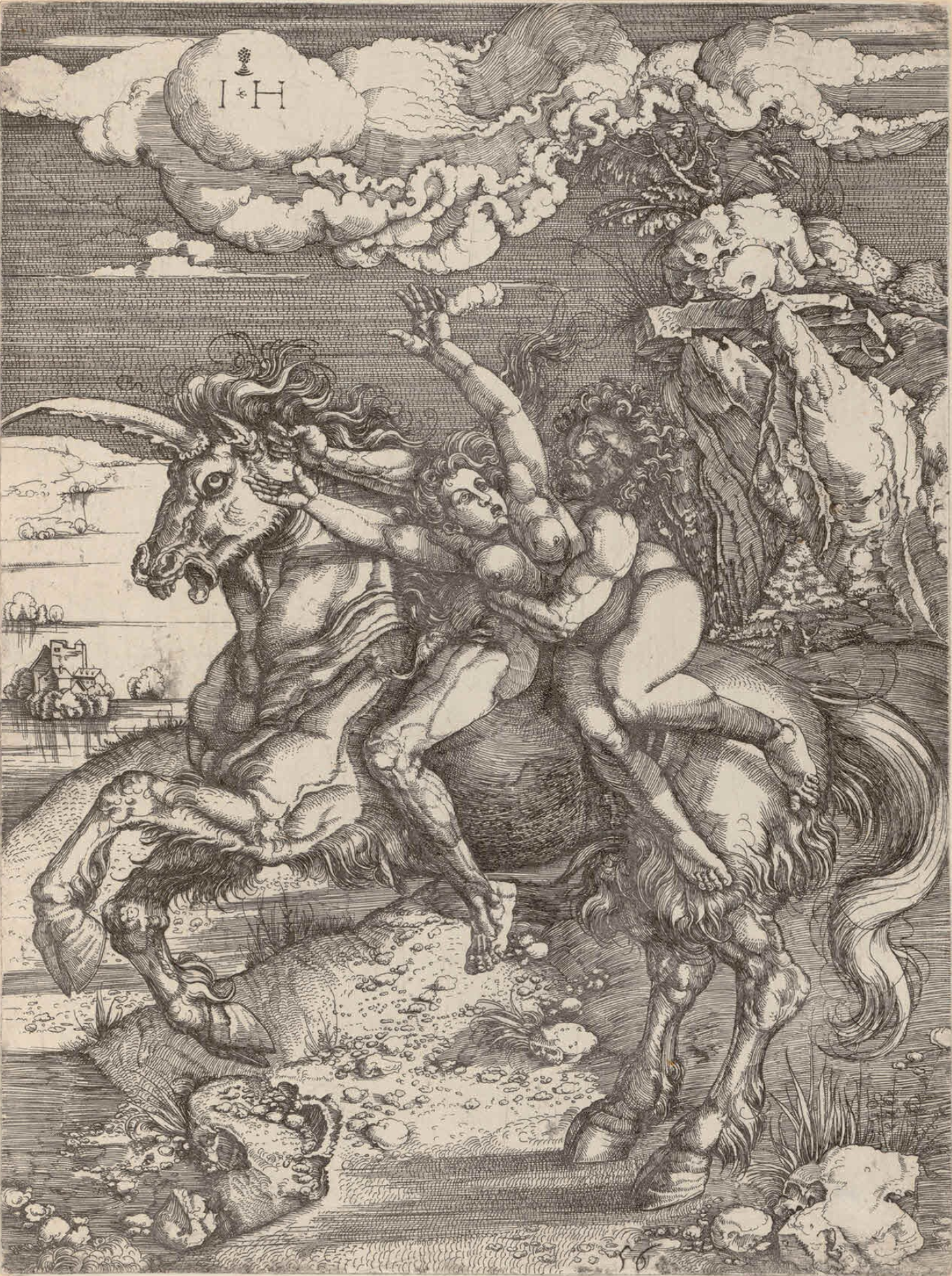
Copie de l'eau-forte de Dürer par Hieronymus Hopfer (de), entre 1525 et 1550.

L'eau-forte de Dürer, éditée en plusieurs exemplaires, a été copiée (inversée, avec le monogramme « IH » surmonté d'un cône de houblon) par le graveur Hieronymus Hopfer (de) au cours du deuxième quart du XVIe siècle.